# クィントゥス・カエキリウス・メテッルス・バリアリクス
クィントゥス・カエキリウス・メテッルス・バリアリクス（ラテン語: Quintus Caecilius Metellus Baliaricus、生没年不詳）はプレプス（平民）出身の共和政ローマの政務官。紀元前123年に執政官（コンスル）を務めた。バレアレス諸島の海賊を制圧し、バリアリクスのアグノーメン（第四名、添え名）を得た。

## 出自

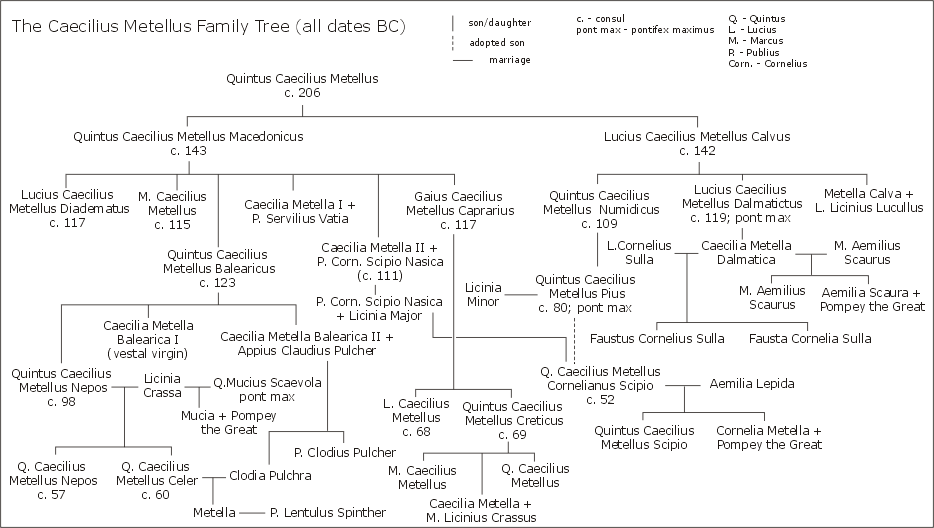
カエキリウス・メテッルス家系図

プレプスであるカエキリウス氏族の出身。父も祖父もプラエノーメン（第一名、個人名）はクィントゥスであるが、父は紀元前143年の執政官クィントゥス・カエキリウス・メテッルス・マケドニクスである（バリアリクスは長男）。

## 経歴
紀元前143年から紀元前142年にかけて父の下でヒスパニア・キテリオル（近スペイン）で戦ったとされるが（第二次ケルティベリア戦争）、これは疑わしい
。少なくとも紀元前126年以前には法務官（プラエトル）に就任していたはずである。紀元前123年の執政官に、パトリキ（貴族）のティトゥス・クィンクティウス・フラミニヌスと共に選出された。執政官として、バレアレス諸島の海賊の制圧任務を担当した。この任務は1年では終わらず、紀元前122年にも前執政官（プロコンスル）として、引き続きインペリウム（軍事指揮権）を保有した。
紀元前121年までには、バレアレス諸島のマヨルカ島とメノルカ島を征服し、ローマで凱旋式を実施するとともに、バリアリクスのアグノーメンを得た。この勝利の後、植民都市パルマとポリエンティア（現在のアルクーディア）を建設し、イベリア半島から3,000人のローマ人を入植させた。紀元前120年に監察官（ケンソル）に就任。このときに、プブリウス・コルネリウス・レントゥルスを元老院第一人者（プリンケプス・セナートゥス）に再任したと思われる。

## 子孫
バリアリクスの子供としては、以下が知られている。
- クィントゥス・カエキリウス・メテッルス・ネポス：紀元前98年の執政官
- カエキリア・メッテラ・バリアリカ（en)：ウェスタの処女でユーノー女神の司祭
- カエキリア・メッテラ・バリアリカ（en)：紀元前79年の執政官アッピウス・クラウディウス・プルケルの妻

## 参考資料
- Broughton, T. Robert S., The Magistrates of the Roman Republic, Vol I (1952)
- Broughton, T. Robert S., The Magistrates of the Roman Republic, Vol III (1986)
- Morgan, M. Gwym. “The Roman Conquest of the Balearic Isles”. Californian Studies of Classical Antiquity 1969/2.
- Smith, William, Dictionary of Greek and Roman Biography and Mythology, Vol II (1867)

## その他資料
- Manuel Dejante Pinto de Magalhães Arnao Metello and João Carlos Metello de Nápoles, "Metellos de Portugal, Brasil e Roma", Torres Novas, 1998